# Smicropus adunca
Smicropus adunca là một loài bướm đêm trong họ Geometridae.